# سد رابغ
سد رابغ (به عربی: سد وادی رابغ) یک سد وزنی در عربستان سعودی است که در Rabigh, Makkah Province واقع شده‌است.